# 長野県立飯田OIDE長姫高等学校
もしかして
- 長野県飯田OIDE長姫高等学校

ではありませんか？